# Northern Railroad of New Hampshire
Die Northern Railroad of New Hampshire ist eine ehemalige Eisenbahngesellschaft in New Hampshire und Vermont (Vereinigte Staaten). Sie wurde am 18. Juni 1844 gegründet und baute eine 112 Kilometer lange Strecke von Concord nach White River Junction am Connecticut River. Die Konzession hierfür wurde am 27. Dezember 1844 erteilt. 1847 wurde die Bahn fertiggestellt. Superintendent bei der Gründung und später Präsident der Gesellschaft war Onslow Stearns, der nach seinem Einstieg in die Politik unter anderem Gouverneur von New Hampshire war.
Im April 1848 pachtete die Northern Railroad die Franklin and Bristol Railroad, die ebenfalls 1847 eine von der Hauptstrecke der Northern abzweigende Nebenstrecke gebaut hatte. Sie kaufte die Bahn am 31. Januar 1849 endgültig. Daneben hatte die Northern Railroad die Betriebsführung auf der Concord and Claremont Railroad und der Peterborough and Hillsborough Railroad inne. Von 1866 bis 1880 besaß die Northern außerdem alle Anteile der Sullivan County Railroad. Am 1. Juni 1884 wurde die Northern Railroad ihrerseits durch die Boston and Lowell Railroad für 99 Jahre gepachtet. Am 1. Januar 1890 ging dieser Vertrag auf die Boston and Maine Railroad über. Die endgültige Fusion mit der Boston&Maine erfolgte erst 1954.
Heute ist die Strecke weitgehend stillgelegt. Nur an den beiden Streckenenden sind kurze Abschnitte noch in Betrieb, die durch die Claremont Concord Railroad (bei White River Junction) bzw. die New England Southern Railroad (bei Concord) benutzt werden.